# Adelheid van Leuven
Adelheid van Leuven (Leuven, rond 1105 - Affligem, 23 april 1151), ook wel Adeliza van Leuven genoemd, was een dochter van Godfried I van Leuven en Ida van Namen. Door haar huwelijken werd ze eerst koningin van Engeland en vervolgens gravin van Arundel.

## Leven
Adelheid trouwde in 1121 met Hendrik I van Engeland, die weduwnaar was geworden en geen mannelijke opvolger had. Het huwelijk bleef echter kinderloos.
Adelheid hield zich niet bezig met politiek en landsbestuur maar was wel een mecenas van de letterkunde in Engeland. Zij was onder andere de patrones van het bestiarium van Philippe de Thaon en enkele versies van de Anglo-Normandische De reis van Sint Brandaan zijn aan haar opgedragen. Ook zou zij de dichter David opdracht hebben gegeven om een biografie van Hendrik I in dichtvorm te maken; deze is echter verloren gegaan.
Na het overlijden van Hendrik I hertrouwde zij met Willem II d'Aubigny, die zich graaf van Arundel ging noemen. Uit dit huwelijk kwamen zes kinderen voort en Adelheid is daarmee stammoeder van de graven van Arundel. Tijdens haar tweede huwelijk werd zij een belangrijke weldoenster van kerken en abdijen, vooral ter nagedachtenis van haar overleden man. Adelheids' man ondersteunde koning Stefanus tijdens zijn strijd om de Engelse troon met Adelheids stiefdochter keizerin Mathilde, terwijl ze zelf een eerder dubbelzinnig rol speelde.
De laatste jaren van haar leven bracht zij door in de abdij van Affligem, alwaar ze ook stierf. Haar begrafenis zelf vond vermoedelijk plaats in de abdij van Reading, waar koning Hendrik I reeds begraven was.